# Perley Gilman Nutting
Pour les articles homonymes, voir Nutting et Perley.
Perley Gilman Nutting, né le 22 août 1873 à Randolph dans le Wisconsin aux États-Unis et mort le 8 août 1949 à Washington DC, est un physicien optique et géophysicien américain qui a fondé l'Optical Society of America et en a été le président de 1916 à 1917,.

## Biographie
Né de Charles Nutting et Cordelia Nutting, née Gilman, il descend d'un Anglais, John Nutting, ayant émigré à Groton dans le Massachusetts en 1632.
Le père de Perley G. Nutting, Charles Edward était avocat et fermier et eut avec Cordelia Gilman onze enfants dont huit garçons dont un mourut à 9 ans et quatre filles dont deux moururent en bas âge. Cordelia Nutting mourut en 1878 à 52 ans et son mari en 1893.
Perley G. Nutting a effectué ses études de premier cycle universitaire (undergraduate) à l'université Stanford d'où il sort en 1897 puis à l'université de Californie où il obtient un MSc en 1898. Après un an passé en Allemagne à l'université de Göttingen grâce à une bourse en tant que Whiting fellow, il retourne aux États-Unis pour accomplir un doctorat à l'université Cornell qu'il obtient en 1903.
Il s'est marié le 12 octobre 1906 à Edith Eva Lightfoot, fille de George Lightfoot, un officier de la British Royal Navy. Le mariage a lieu à Washington et en sont issus quatre fils : Ian Fitzallen, Kevin Lightfoot, Edward Volncy et Perley Gilman Junior. La femme de Perley Gilman Nutting décède en 1924.

## Carrière
Il a travaillé au Bureau national des standards (National Bureau of Standards) à partir de juillet 1903, sous la direction de Samuel Stratton (en) dans la 1re division, chargé des instruments optiques et de la lumière. De 1903 à 1912, il est chef de la sous-section chargée de la spectroscopie et est nommé chef du personnel technique et scientifique en interférométrie à partir de 1907 jusqu'en 1932, bien qu'il parte du Bureau en 1912 avec son assistant Loyd A. Jones (en) pour travailler comme chercheur à partir de 1912 à Eastman Kodak à Rochester dans l'État de New York, puis à partir de 1916, ou 1917, comme directeur de recherche à la Westinghouse Electric.
Il se pourrait qu'un désaccord sur les objectifs du nouveau laboratoire de la Westinghouse vers 1916 entre Nutting et un autre chercheur l'ait amené à partir après la guerre. De 1924 à 1943, année de sa retraite, il travaille comme géophysicien à l'Institut d'études géologiques.

## Le néon
Durant son emploi au Bureau des Standards, Perley G. Nutting aurait construit le premier tube néon (quatre tubes formant les lettres N, E, O et N), une primauté disputée. Le signe fut exposé au Palace of Electricity du Louisiana Purchase Exhibition en 1904.

## Présidence de l'OSA
La fondation de l'Optical Society of America ne se fait pas en une fois. Vers 1910, Nutting a cherché une première fois à organiser une société savante de professionnels de l'optique, en vain.
Ce premier échec retarde la fondation de la société mais Nutting organise une réunion le 18 novembre 1915 restreinte, de professionnels : quatre membres d'Eastman Kodak, quatre de Bausch & Lomb et un universitaire. Une deuxième réunion a lieu une semaine plus tard et une troisième le 7 décembre 1915 marquant la fondation de la Rochester Association for the Advancement of Applied Optics. Nutting est alors élu président, et le reste pour deux ans. Herman Keller est nommé vice-président, Adolph Lomb trésorier, F. E. Ross secrétaire.
Les réunions sont mensuelles et le 4 janvier 1916 a lieu la première réunion officielle de l'association, comprenant une quarantaine de membres. Il reste au conseil de l'OSA jusqu'en 1924 où il s'oriente alors vers la géophysique.